# نادژدا بسفاملنیا
نادژدا بسفاملنیا (روسی: Надежда Бесфамильная؛ زادهٔ ۲۷ دسامبر ۱۹۵۰) ورزشکار دو و میدانی اهل اتحاد جماهیر شوروی سوسیالیستی است.